# Ботвино (Костромская область)
Ботвино — упразднённая деревня в Антроповском районе Костромской области России. Входила в состав Просекского сельского поселения. Исключена из учётных данных в 2024 году.

## География
Деревня находится в центральной части Костромской области, в подзоне южной тайги, на левом берегу реки Верчуги, на расстоянии приблизительно 7 километров (по прямой) к северо-западу от посёлка Антропово, административного центра района. Абсолютная высота — 176 метров над уровнем моря.

### Климат
Климат характеризуется как умеренно континентальный, с продолжительной холодной многоснежной зимой и коротким сравнительно тёплым летом. Среднегодовая температура воздуха — 2,5 °C. Средняя температура воздуха самого холодного месяца (января) — −12,6 °C (абсолютный минимум — −38 °C); самого тёплого месяца (июля) — 18,2 °C (абсолютный максимум — 36 °С). Годовое количество атмосферных осадков — 500—550 мм, из которых большая часть выпадает в тёплый период.

## Население
| 2008 | 2010 | 2014 |
| ---- | ---- | ---- |
| 0    | →0   | →0   |